# I Am Not a Doctor
| Оценки критиков | Оценки критиков |
| Источник        | Оценка          |
| --------------- | --------------- |
| AllMusic        | [ 1 ]           |

 I Am Not a Doctor — второй студийный альбом электронного танцевального дуэта Moloko, выпущенный в Великобритании в 1998 году, на лейбле Echo Records. Альбом получил положительные отзывы музыкальных критиков, но плохо продавался. Как и в предыдущем альбоме — Do You Like My Tight Sweater?, на этом релизе Moloko продолжили экспериментировать с драм-н-бейсом и синти-попом.
В 1999 году отдельно выпущенная в виде сингла песня «Sing It Back» дважды занимала ведущие позиции в UK Singles Chart после того, как сделанный на неё Борисом Длугошем ремикс имел огромный успех в ночных клубах.

## Список композиций
Авторы всех песен — Рошин Мерфи и Марк Брайдон.
1. «The Flipside» — 4:10
2. «Knee Deepen» — 5:30
3. «Blink» — 4:23
4. «Stylophone Pet» — 1:09
5. «Downsized» — 4:12
6. «Sorry» — 1:33
7. «Sing It Back» — 4:23
8. «Pretty Bridges» — 5:36
9. «Be Like You» — 4:44
10. «Caught in a Whisper» — 4:35
11. «Dr. Zee» — 5:37
12. «The ID» — 6:02
13. «Tatty Narja» — 0:35
14. «Over My Head» — 5:09
15. «Should’ve Been Could’ve Been» — 5:36

### Австралийский бонус-трек
1. «The Flipside» (Pigs in Space Remix) — 8:03

### Японский бонус-трек
1. «Uncle» — 2:07
2. «Sing It Back» (DJ Tommy 'Timmy' Mix) — 5:28